# Fritz Geiges
Fritz Geiges fue un pintor alemán, nació el 2 de diciembre de 1853 en Offenburg, Baden-Wurtemberg, y murió el 23 de junio de 1935 en Friburgo de Brisgovia.
A comienzos del siglo XX Fritz Geiges confirió su impronta actual a los vitrales de la catedral de Friburgo de Brisgovia, que reorganizó y a los que también añadió muchos suplementos en un historicista  estilo medieval.